# Omloop van de IJsseldelta
De Omloop van de IJsseldelta is een eendaagse wielerkoers voor vrouwen in de Nederlandse provincie Overijssel in de UCI 1.2-categorie. De start- en aankomstplaats is Zwolle. Recordhoudster is Anna van der Breggen uit Hasselt, waar het parcours doorheen komt.
Naast de wedstrijd voor de dames elite worden er ook koersen georganiseerd voor heren amateurs, dames junioren en meisjes nieuwelingen.

## Erelijst
| Jaar | Goud                 | Zilver               | Brons              |
| ---- | -------------------- | -------------------- | ------------------ |
| 2009 | Noortje Tabak        | Loes Gunnewijk       | Mirjam Melchers    |
| 2010 | Kirsten Wild         | Eefje Tabak          | Monique van de Ree |
| 2011 | Laura van der Kamp   | Marleen Johrend      | Janneke Kanis      |
| 2012 | Carla Ryan           | Anna van der Breggen | Suzanne de Goede   |
| 2013 | Anna van der Breggen | Vera Koedooder       | Roxane Knetemann   |
| 2014 | Anna van der Breggen | Moniek Tenniglo      | Geerike Schreurs   |
| 2015 | Kirsten Wild         | Monique van de Ree   | Kelly Markus       |
| 2016 | Anna van der Breggen | Vera Koedooder       | Floortje Mackaij   |
| 2017 | Nina Buysman         | Loes Adegeest        | Lucy Garner        |
| 2018 | Lorena Wiebes        | Sarah Roy            | Annelies Dom       |
| 2019 | Marta Tagliaferro    | Pernille Mathiesen   | Loes Adegeest      |

Meervoudige winnaars
| Overwinningen | Renster              | Land      | Jaren              |
| ------------- | -------------------- | --------- | ------------------ |
| 3             | Anna van der Breggen | Nederland | 2013 + 2014 + 2016 |
| 2             | Kirsten Wild         | Nederland | 2010 + 2015        |

 Overwinningen per land 
| Overwinningen | Land              |
| ------------- | ----------------- |
| 9             | Nederland         |
| 1             | Australië, Italië |